# گذرگاه جیایو

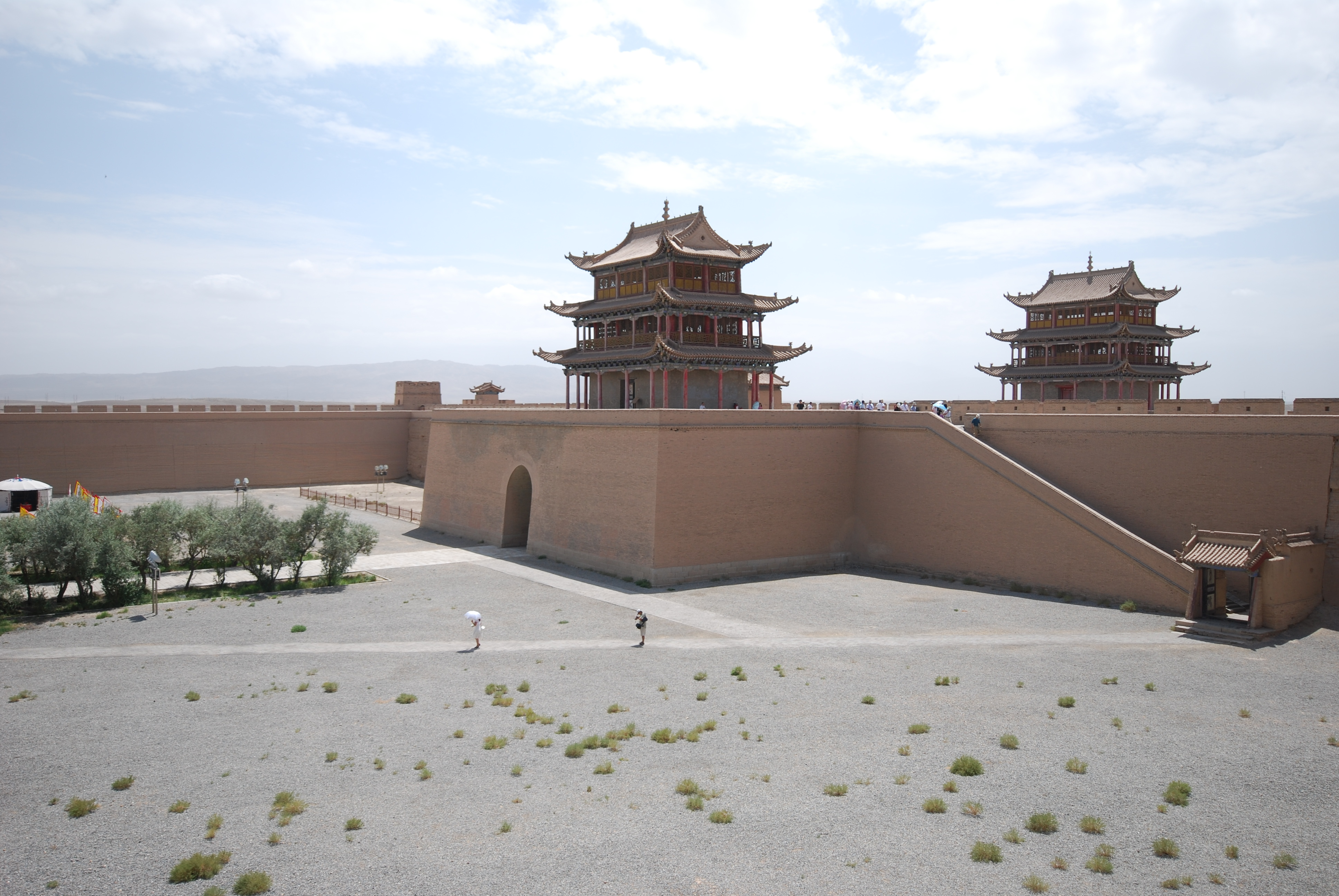
دروازه‌های گذرگاه جیایو

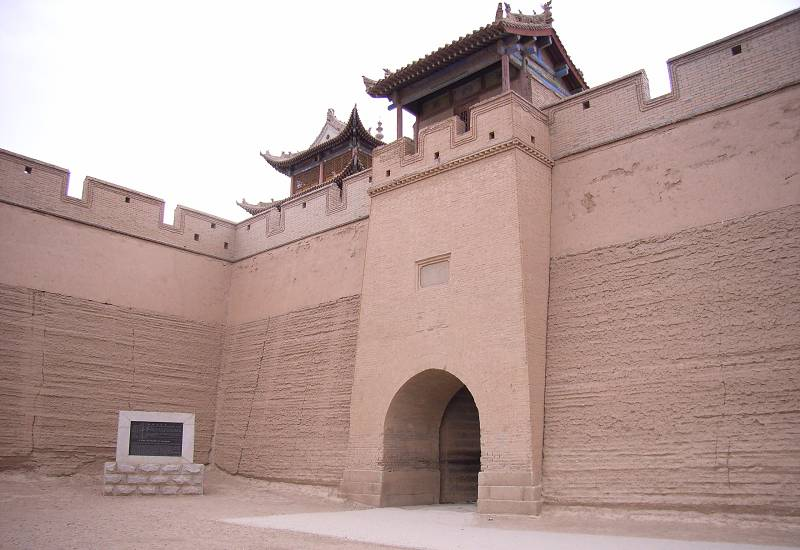
دیوار خاکی نیمه کوبیده (با قسمت بالایی از آجر گلی) واقع در جیایوگوان.

گذرگاه جیایو یا جیایوگوان (چینی ساده: 嘉峪关; چینی سنتی: 嘉峪關; پین‌یین: Jiāyù Guān) نخستین قلعه مرزی در پایانهٔ غربی دیوار بزرگ چین، در نزدیکی جیایوگوان، استان گانسو است. گذرگان جیایو در کنار گذرگاه‌های جویونگ و شانهای یکی از گذرهای اصلی دیوار بزرگ به‌شمار می‌رود. در دوران دودمان مینگ، بازرگانان و کاروان‌های خارجی از آسیای میانه و آسیای غربی عمدتاً از طریق گذرگاه جیایو وارد چین می‌شدند.

## افسانه‌ها

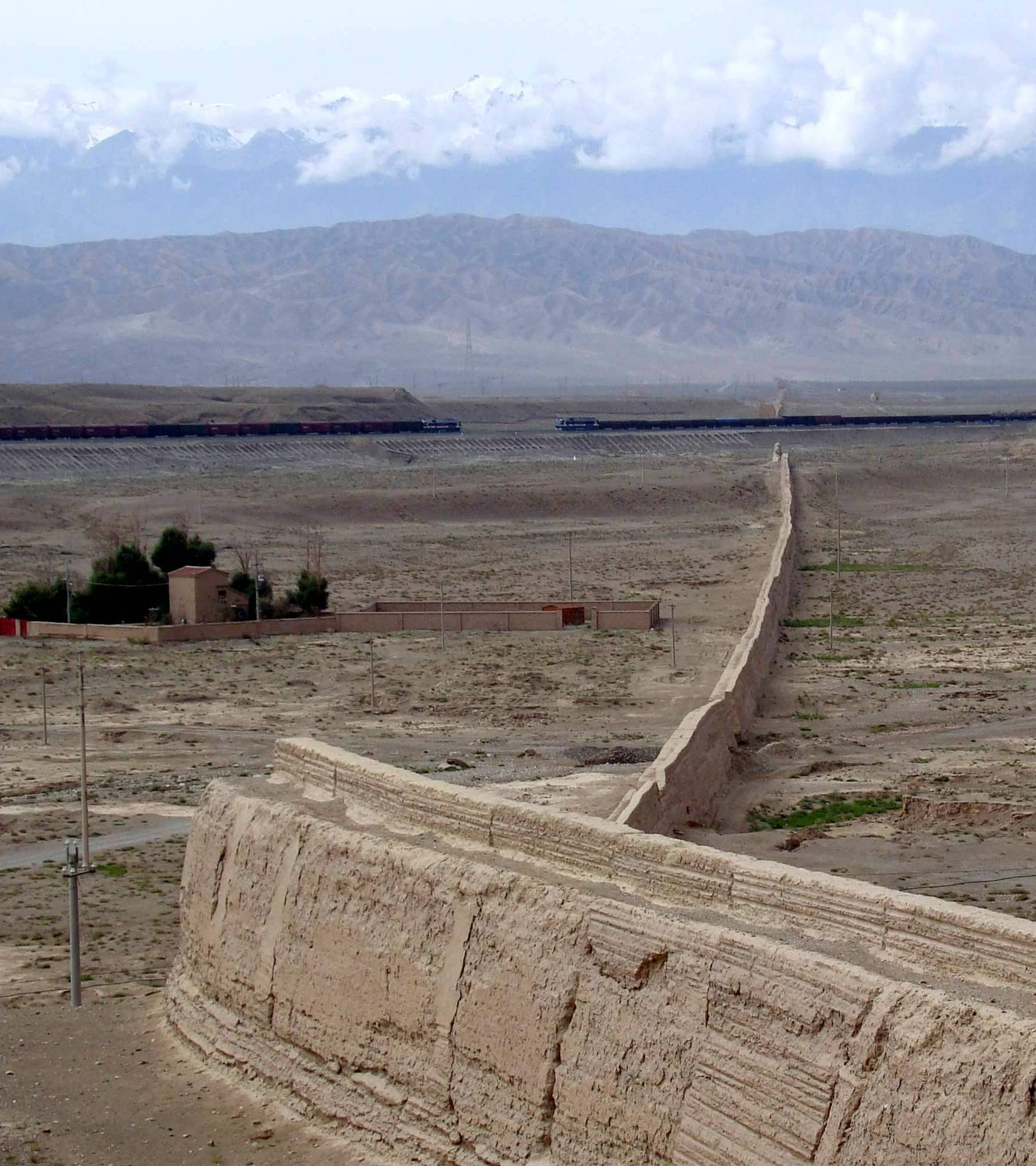
دیوار بزرگ در نزدیکی جیایوگوان

افسانه‌ای شرح حال برنامه‌ریزی دقیق ساخت‌وساز گذرگاه را روایت می‌کند. به گفتهٔ آن، به هنگام ساخت جیایوگوان، مقام رسمی مسئول از طراح عدد دقیق آجرهای مورد نیاز را خواست و طراح به او یک عدد داد (۹۹٬۹۹۹). مقام رسمی، به پاسخ او شک وارد کرد و پرسید که آیا مقدار آن کافی است و در نتیجه، طراح یک آجر دیگر اضافه کرد. وقتی ساخت جیایوگوان به پایان رسید، یک آجر باقی ماند که آن را بر روی یکی از دروازه‌ها رها گذاشتند و تا به امروز باقی است.

## تاریخچه
این سازه در اوایل حکومت دودمان مینگ، حدود سال ۱۳۷۲ میلادی ساخته شد. به دلیل ترس‌های حملهٔ تیمور، این دژ مستحکم شد، اما تیمور هنگام لشکرکشی به چین به خاطر کهولت سن جان باخت.